# 吳劍平 (綏陽)
吳劍平（1895年5月3日—1962年1月9日），號吳謨、又名顯泰。貴州省綏陽縣旺草區茶子台人。民國37年（1948年）在貴州省第二選區當選第一屆立法委員。

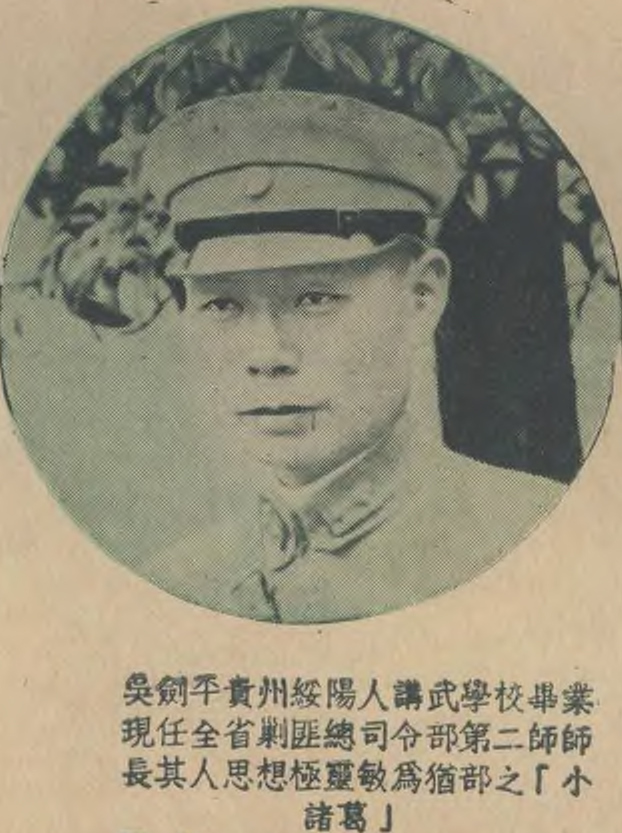

## 生平[1][2]
- 貴陽師範學校、貴州講武堂畢業
- 黔軍排長、黔軍二、六團團長、四十三軍七旅旅長
- 貴州二十五軍第二師參謀長、一二一師師長
- 1938年，參加上海抗日戰爭，因功升任八十六軍副軍長，授中將銜，隨即入陸軍大學受訓，畢業後，派任渝酉師管區司令
- 1941年冬至1946年春，任八十二師師長，後任第八軍副軍長。同年夏天，改任遵務師管區司令
- 民國37年，當選立法委員，曾出席第一屆立法院第一會期國防委員會、預算委員會、教育文化委員會
- 1949年，貴州綏靖公署總參議兼任貴州第二綏靖區司令
- 1949年11月24日，在《新黔日報》上通電投誠，後任貴州省人民政府委員、民政廳副廳長、貴州省政協常委、中國國民黨革命委員會貴州省委常委兼秘書長、中國國民黨革命委員會中央團結委員會委員
- 1957年，劃為右派
- 1962年1月9日，病逝